# 日産ディーゼル・MD92エンジン
日産ディーゼル・MD92エンジンは、UDトラックス（旧:日産ディーゼル）が生産していた大型トラック・バスに搭載されるディーゼルエンジンである。

## 概要
総排気量は9,203 cc。SOHCでボア×ストロークが各125 mmのスクエアストロークタイプである。
もともとは、中型トラック・コンドルの一部の車種に搭載されていたものだが、2000年にフルノンステップバス(UA272)にMD92TA(260 PS)が搭載されたのをきっかけに、バスにも搭載される事となった。
そして、このMD92系を更に進化させ、2005年には平成17年新長期排出ガス規制に適合した新エンジン・MD92TJ(300 PS)/MD92TK(350 PS)が大型バス(TJは路線系/TKは観光・高速系)に搭載された。大型トラック系では、MD92TB(330 PS/340 PS)がビッグサム・クオンの一部に搭載されていた。
末期のMD92系は、尿素SCR触媒と超高圧燃料噴射(コモンレール)、酸化触媒を組み合わせた
「FLENDS」と呼ばれる排出ガス浄化システムを搭載している。2007年より三菱ふそうにも供給され、エアロスターに搭載していた。
2010年に自動車排出ガス規制の関係でPKG-/PDG-RA系の発売が終了されたことに伴い、生産が終了した。

## ラインアップ
MD92型
直接噴射式、最高出力220ps/2900rpm、最大トルク58kg･m/1600rpm　［注1］
MD92TK型
直接噴射式、最高出力350ps/2200rpm、最大トルク147kg･m/1400rpm　［注2］
MD92TJ型
直接噴射式、最高出力300ps/2200rpm、最大トルク135kg･m/1400rpm　［注3］
MD92TA型
直接噴射式、最高出力260ps/2200rpm、最大トルク100kg･m/1400rpm　［注4］
MD92TB型
直接噴射式、最高出力340ps/2200rpm、最大トルク143kg･m/1400rpm　クオン［注5］
直接噴射式、最高出力330ps/2200rpm、最大トルク135kg･m/1400rpm　ビッグサム［注6］
MD92TC型
直接噴射式、最高出力360ps/2200rpm、最大トルク147kg･m/1400rpm　

## 搭載車種

### 過去の車種
- クオン ……MD92TB(340 PS)、 MD92TC(360 PS)
- スペースランナーRA ……MD92TJ(300 PS)
- スペースアロー ……MD92TK(350 PS)
- スペースウイング ……MD92TK(350 PS)
- 三菱ふそう・エアロスター-S ……MD92TJ(300 PS)
- スペースランナーA ……MD92TJ(300 PS) （2007年〜2010年） - 現在は三菱ふそう製6M60を搭載。
- 三菱ふそう・エアロスター ……MD92TJ(300 PS) （2007年〜2010年） - 現在は三菱ふそう製6M60を搭載。
- ビッグサム ……MD92TB(330 PS)
- コンドル ……MD92(225 PS) - 4トン〜7トン車。その後、フォワードのOEMになるまではGH7を搭載していた。
- 大型路線バス(UA272) ……MD92TA(260 PS)